# Lucasium damaeum

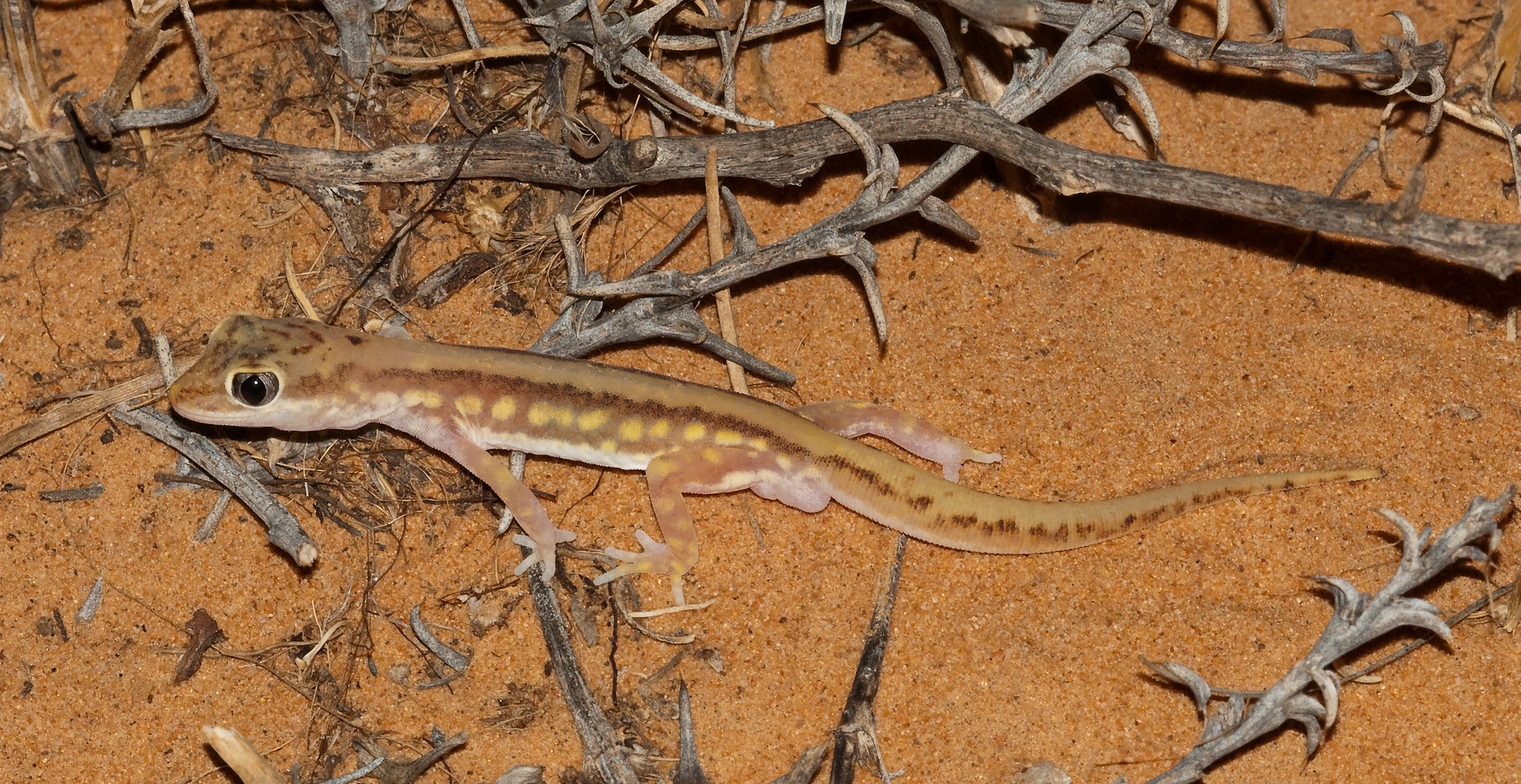
Lucasium damaeum

Lucasium damaeum — вид геконоподібних ящірок родини диплодактилідів (Diplodactylidae). Ендемік Австралії. Вид названий на честь австралійського біолога Патріка Майкла Бірна.

## Поширення і екологія
Lucasium damaeum широко поширені у внутрішніх районах Австралії — на південному сході Західної Австралії, в Південній Австралії, на півдні Північної Території, на крайньому південному заході Квінсленду, на заході Новому Південному Уельсі і Вікторії. В горах Фліндерс та в нижній частині басейну річки Муррей вони відсутні. Lucasium damaeum живуть в рідколіссях і саванах, в маллі та в спінніфексових заростях, на піщаних пагорбах, в пустелях і напівпустелях. Ведуть нічний, наземний спосіб життя. Живляться комахами. В період з кінця вересня по грудень відкладають яйця. в кладці 2 яйця.